# El futuro de la comida
El futuro de la comida  es un documental estadounidense de 2004 que hace una investigación en profundidad sobre productos alimenticios patentados y sin etiquetar alterados genéticamente que han ido entrando silenciosamente en las tiendas de comestibles estadounidenses desde la década pasada.
Muestra la opinión de agricultores en desacuerdo con la industria alimenticia y detalla el impacto en sus vidas y en su economía de esta nueva tecnología y hace brillar una luz en el mercado y fuerzas políticas que están cambiando lo que comemos.
El film critica el costo de la industria alimentaria globalizada en las vidas humanas de alrededor del mundo y subraya como las compañías trasnacionales están gradualmente conduciendo a los agricultores fuera de sus tierras en muchos países. La dependencia potencial de manera global de la raza humana de un número limitado de empresas alimenticias globales es discutida, así como su riesgo incrementado de desastres ecológicos como la Gran hambruna irlandesa (1845-1849), resultantes de la pérdida de biodiversidad debido a la promoción de una agricultura de monocultivos patrocinada por las corporaciones.
El hecho de incorporar tecnología Terminator en semillas de plantas es cuestionado, expresando datos concernientes sobre el potencial para expandir catástrofes afectando las fuentes de alimentos, al igual de como los genes contaminados producen una contaminación genética afectando otras plantas silvestres. Las historias legales reportadas por el documental relatan como un número de granjeros de Norteamérica han sido demandados por Monsanto; y se entrevista al demandado del caso Monsanto Canada Inc. contra Schmeiser.
El guion y la dirección del documental es de Deborah Koons, quien también lo produjo conjuntamente con Catherine Butler. Fue estrenado el 14 de septiembre de 2005 en Nueva York en el Film Forum. Desde entonces se ha editado en DVD, en formato tanto NTSC como PAL.